# Стоун Маунтен
Стоун-Маунтен (англ. Stone Mountain) — один з найбільших монолітів у Північній Америці. Розташований у США, штат Джорджія. Вершина має висоту 514 м над рівнем моря і 250 метрів над рівниною. Гора по периметру має 8 км.
На горі відомий різний барельєф 1972 року. На ньому відображена сцена з часів громадянської війни в США, зокрема президент Джефферсон Девіс, генерали Роберт Едуард Лі та Томас Джонатан Джексон. 